# Dorothée d'Anhalt-Zerbst
Dorothée d'Anhalt-Zerbst (25 septembre 1607, Zerbst ; 26 septembre 1634, Hitzacker) est une membre de la Maison d'Ascanie et une princesse d'Anhalt-Zerbst et par mariage, duchesse de Brunswick-Wolfenbüttel.

## Biographie
Dorothée est la fille de Rodolphe d'Anhalt-Zerbst (1576–1621) de son premier mariage avec Dorothée-Hedwige de Brunswick-Wolfenbüttel (1587–1609), fille du duc Henri-Jules de Brunswick-Wolfenbüttel.
Le 26 octobre 1623 elle se marie à Zerbst avec le duc Auguste II de Brunswick-Wolfenbüttel (1579–1666). C'est le second mariage d'Auguste, le premier ne lui ayant pas donné d'enfants.

## Famille
De son mariage avec Auguste II de Brunswick-Wolfenbüttel, elle a cinq enfants :
- Henri-Auguste (1625-1627) ;
- Rodolphe-Auguste (1627-1704), prince de Wolfenbüttel ;
- Sibylle-Ursule de Brunswick-Wolfenbüttel (de) (1629-1671), épouse en 1663 le duc Christian de Schleswig-Holstein-Sonderbourg-Glücksbourg ;
- Claire-Augusta (1632-1700), épouse en 1653 le duc  Frédéric de Wurtemberg-Neuenstadt  ;
- Antoine-Ulrich (1633-1714), prince de Wolfenbüttel.